# Octophiophora
Octophiophora is een geslacht van eenoogkreeftjes uit de orde van de Cyclopoida. De wetenschappelijke naam van het geslacht is voor het eerst geldig gepubliceerd in 1988 door Stock.

## Soorten
- Octophiophora lacertae Stock, 1988